# Districtul Koboko
Districtul Koboko este una dintre cele 80 unități administrativ-teritoriale de gradul I ale Ugandei.